# Viktòria Amèlina
Viktòria Iuríivna Amèlina, nascuda Xalamai (en ucraïnès: Вікторія Юріївна Амеліна (Шаламай), transliteració internacional: Victoria Amelina (Shalamay); Lviv, 1 de gener de 1986 – Dniprò, 1 de juliol de 2023) va ser una escriptora i defensora dels drets humans ucraïnesa.
Autora de dues novel·les i d'un llibre infantil va ser finalista del Premi de Literatura de la Unió Europea i guanyadora del Premi literari Joseph Conrad. Va morir el 1r de juliol de 2023 per de les ferides que va patir arran d'un bombardeig rus a Kramatorsk en el marc de la invasió russa i guerra contra Ucraïna.

## Biografia
Viktòria Am̠èlina nasqué a Lviv el 1r de gener de 1986. A l'edat de 14 anys va emigrar al Canadà amb el seu pare, però tornà aviat a Ucraïna. Obtingué un màster en tecnologies informàtiques per la Universitat Politècnica de Lviv abans de treballar com a programadora i gestora en empreses internacionals d'IT. A partir del novembre de 2015, Viktòria Amèlina va deixar la seva carrera per a dedicar-se a escriure.
Va debutar en la literatura l'any 2014, amb la novel·la La síndrome de novembre o Homo Compatiens, que va publicar l'editorial Discursus. Fou així guanyadora del premi nacional de lletres Coronació de la Paraula 2014. El pròleg de l'obra va ser escrit per Iuriy Izdryk i l'obra va assolir situar-se entre els deu primers llibres de la classificació «Summer Accent-2014». Més endavant, Amèlina va participar en esdeveniments i festivals internacionals com ara el Fòrum d'Editors, a Lviv, el Festival Internacional de Narracions Intermezzo, a Vínnitsia, i el festival «Read My World »a Amsterdam.
L'any 2015, l'editorial Vivat va reeditar la novel·la La síndrome de novembre, o Homo Compatiens i aquell mateix any l'obra va ser nominada al Premi Valery Xevtxuk i va ser preseleccionada per al premi.
El 2017, l'editorial Stary Lev va publicar la novel·la Una llar per a casa. El llibre parla de la família d'un pilot soviètic que va aconseguir un apartament al cor de Lviv, on va passar la seva infantesa gran l'escriptor polonès d'origen jueu Stanislaw Lem. Lem va descriure aquest apartament i el vell cofre que hi havia a la seva novel·la autobiogràfica El castell alt. A la novel·la d'Amèlina la més jove de les heroïnes somia d'obrir aquest cofre amb vells secrets guardats.
Una llar per a casa va ser reconeguda com el millor llibre en prosa d'Ucraïna del 2017 al festival Zaporija Knyjkova Toloka. La novel·la va ser inclosa a les llistes curtes dels premis LitAccent de l'Any i del premi UNESCO Ciutat de la Literatura, el premi literari de la Unió Europea.
Victòria Amèlina va viatjar molt per tot el món, des del Tibet fins a Silicon Valley. Membre del PEN Club d'Ucraïna, de tant en tant publicava columnes al diari en línia Zbrutx, NV.
Des del començament de la invasió russa a Ucraïna, Victòria Amèlina es va unir a l'organització no governamental Truth Hounds, que documenta els crims de guerra. El setembre de 2022, va ser Victòria Amèlina qui va trobar amagat al jardí el diari de l'escriptor ucraïnès Volodýmyr Yermòlenko, que va ser torturat fins a la mort pels russos al poble de Kapitolivka, a prop d'Izium. Més tard, Amèlina va presentar l'herència de Vakulenko al Litmuseum de Kharkiv. Va passar molt de temps documentant crims de guerra i investigant la guerra.
El 27 de juny de 2023 va ser greument ferida durant el bombardeig rus de la ciutat de Kramatorsk mentre menjava en una pizzeria amb companys colombiansː l’escriptor Héctor Abad Faciolince, l’antic alt commissionat per la pau Sergio Jaramillo i la periodista Catalina Gómez. Malgrat tots els esforços dels metges per a salvar-la va morir a l'hospital de Dniprò el 1r de juliol de 2023 per les ferides rebudes. Ha deixat orfe el seu fill de 10 anys.
Va ser enterrada a Lviv, al cementiri de Litxakiv.

## Premis i reconeixements
El 2016, dos llibres d'Amèlina es van convertir en guanyadors del concurs anunciat pel Zaporizhia Book Talk - Festival Internacional 2016: la novel·la La síndrome de novembre o Homo Compatiens a la nominació «Ficció ucraïnesa. Prosa», i Algú o cor d'aigua a la nominació «Literatura infantil».
Al desembre de 2021 va rebre el premi literari Joseph Conrad atorgat per l'Institut polonès de Kíev: «Aquest és un premi especialment important, que simbolitza la solidaritat entre Ucraïna i Polònia», va dir.
Al novembre de 2023 l'Institut Català Internacional per la Pau li va retre homenatge a Barcelona, a la Biblioteca Jaume Fuster, en el Dia Internacional de l'Escriptor/a perseguit/da, amb la presència de l’escriptor colombià Héctor Abad Faciolince, que acompanyava Amèlina en el moment de l'atac i el poeta bosnià Goran Simić. L'acte comptà amb el suport del Departament de Cultura i el Departament d’Acció Exterior i Unió Europea de la Generalitat de Catalunya, la Institució de les Lletres Catalanes, l’Ajuntament de Barcelona i Biblioteques de Barcelona.

## Obres
- Синдром листопаду, або Homo Compatiens (La Síndrome de novembre o Homo Compatiens) (2014 i 2015)
- Хтось, Або Водяне Серце (Algú o Cor d'aigua) (2016)
- Дім для Дома (Una llar per a casa) (2017)